# Chlumetia vinosa
Chlumetia vinosa är en fjärilsart som beskrevs av George Francis Hampson. Chlumetia vinosa ingår i släktet Chlumetia och familjen nattflyn. Inga underarter finns listade i Catalogue of Life.